# Polisportiva S.S. Lazio Rugby 1927 2011-2012

## Eccellenza 2011-12

### Stagione regolare
| Incontro              | Andata | Ritorno |
| --------------------- | ------ | ------- |
| Mogliano — Lazio      | 22-14  | 27-27   |
| Lazio — Petrarca      | 28-28  | 9-13    |
| Lazio — Crociati      | 26-18  | 25-33   |
| Rovigo — Lazio        | 38-10  | 27-21   |
| Lazio — Calvisano     | 7-10   | 11-30   |
| I Cavalieri — Lazio   | 46-20  | 29-10   |
| Lazio — L’Aquila      | 16-17  | 17-12   |
| San Gregorio — Lazio  | 17-25  | 16-37   |
| Lazio — Reggio Emilia | 20-16  | 18-19   |

#### Risultati della stagione regolare
| Posizione | G  | V | N | P  | PF  | PS  | DP  | B | Pt |
| --------- | -- | - | - | -- | --- | --- | --- | - | -- |
| 6ª        | 18 | 6 | 2 | 10 | 342 | 417 | -75 | 6 | 34 |

## Trofeo Eccellenza 2011-12

### Prima fase

#### Girone B
| Incontro             | Andata | Ritorno |
| -------------------- | ------ | ------- |
| Lazio — San Gregorio | 28-10  | 14-24   |
| L’Aquila — Lazio     | 13-29  | 0-22    |

#### Risultati del girone B
| Posizione | G | V | N | P | PF | PS | DP  | B | Pt |
| --------- | - | - | - | - | -- | -- | --- | - | -- |
| 1ª        | 4 | 3 | 0 | 1 | 93 | 47 | +46 | 3 | 15 |

### Finale
| Incontro          | Risultato |
| ----------------- | --------- |
| Calvisano — Lazio | 30-23     |